# 東亜石油工学院
東亜石油工学院 （とうあせきゆこうがくいん） は、1942年 （昭和17年） に神奈川県横浜市保土ケ谷区に設立された日本の私立学校。

## 概要
第二次世界大戦開戦後、日本軍は東インド （現・インドネシア） などの産油地を攻略し傘下に収めたが、それまで石油生産に携わっていた欧米の技術者らが現地から退散してしまい、急遽、石油技術者を自国で養成する必要に迫られた。
財団法人 東亜石油工学院は日本国家の要請により、当時の石油各社からの寄附で設立された。旧制中学校卒業者対象の高等科と、高等小学校卒業程度対象の普通科とを置き、全寮制で、修業年限は 1年であった。自費で入学した自費生のほか、石油各社が学費会社負担で社員を入学させた委託生が存在した。

## 沿革
- 1942年7月： 私立学校令第3条により東亜石油工学院設置 [2] （神奈川県告示第644号）。
- 1942年9月： 東亜石油工学院開校。
- 1945年9月： アメリカ軍に接収され、約1000人が進駐。[3]

学校の校舎は第二次世界大戦終戦まで空襲に遭わず存続したが、石油工業壊滅とともに、学校も自然消滅したとされる。

## 校地
昭和17年神奈川県告示第644号によれば、創立時の所在地は横浜市中区山下町32番地とされている。1943年からは、横浜市保土ヶ谷区岩井町233番地にあった、米スタンダード石油の元家族寮を校舎・寄宿舎として使用した。

## 歴代校長
- 理事長： 橋本圭四郎[5]
- 名誉校長： 岸信介
- 校長： 二ノ下安武